# Bistum Tarlac
Das Bistum Tarlac (lat.: Dioecesis Tarlacensis) ist eine auf der Insel Luzon auf den Philippinen gelegene römisch-katholische Diözese mit Sitz in Tarlac City. Es umfasst die Provinz Tarlac.

## Geschichte
Papst Johannes XXIII. gründete es mit der Apostolischen Konstitution Clarissimae famae am 16. Februar 1963 aus Gebietsabtretungen der Bistümer Lingayen-Dagupan und San Fernando und es wurde dem Erzbistum Manila als Suffragandiözese unterstellt.
Am 17. März 1975 wurde es Teil der Kirchenprovinz des Erzbistums San Fernando. Ein Erdbeben und dann die erste Eruption des Mount Pinatubo 1990 und 1991 hat die Diözese mit zwei schweren Naturkatastrophen konfrontiert.

## Bischöfe von Tarlac
- Jesus J. Sison (8. März 1963 – 21. Januar 1988)
- Florentino Ferrer Cinense (21. Januar 1988 – 31. März 2016)
- Enrique V. Macaraeg (31. März 2016 – 23. Oktober 2023)
- Roberto Calara Mallari (seit 29. Dezember 2024)

## Weblinks

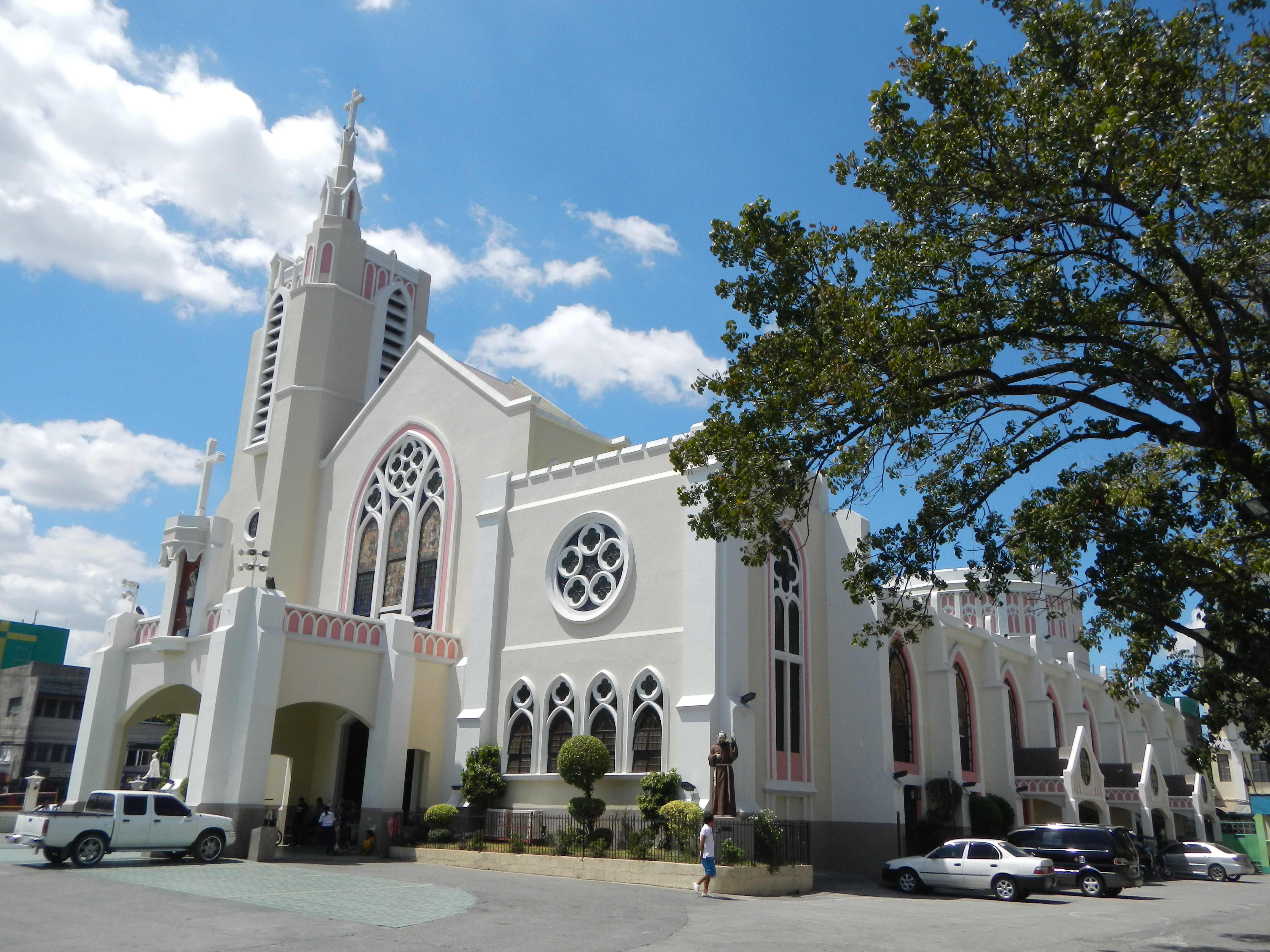
Kathedrale St. Sebastian